# エジンバラの騎士
| 専門評論家によるレビュー | 専門評論家によるレビュー |
| レビュー・スコア         | レビュー・スコア         |
| 出典                     | 評価                     |
| ------------------------ | ------------------------ |
| AllMusic                 | [ 1 ]                    |
| Džuboks                  | mixed                    |

『エジンバラの騎士』（エジンバラのきし、
Rollin'）は、1974年にスコットランドのバンド、ベイ・シティ・ローラーズがリリースした最初のアルバム。

## 解説
このアルバムには、全英シングル・チャートでヒットした3曲、「想い出に口づけ (Remember)」、「ベイ・シティ・ローラーズのテーマ (Shang-a-Lang)」、「太陽の中の恋 (Summerlove Sensation)」が収められており、また、イギリスではヒットしなかったものの後にアメリカ合衆国でチャートの首位に立つスマッシュ・ヒットとなる「サタデー・ナイト (Saturday Night)」が収録されていた。
このアルバムは、北米市場ではリリースされなかったが、収録曲の一部は、1975年に出たセルフタイトルのアメリカ合衆国でのデビュー・アルバム『ベイ・シティ・ローラーズ』に収録された。

## トラックリスト

### Side 1
1. ベイ・シティ・ローラーズのテーマ "Shang-a-Lang" (Phil Coulter, Bill Martin) – 3:07
2. 青春のささやき "Give It to Me Now" (Coulter, Martin) – 3:48
3. エンジェル・エンジェル "Angel Angel" (Eric Faulkner, Stuart "Woody" Wood) – 2:27
4. ビー・マイ・ベイビー "Be My Baby" (Jeff Barry, Ellie Greenwich, Phil Spector) – 3:27
5. ジャスト・ア・リトル・ラブ "Just a Little Love" (Faulkner, Wood) – 2:57
6. 想い出に口づけ "Remember (Sha-La-La-La)" (Coulter, Martin) – 2:33

### Side 2
1. サタデー・ナイト "Saturday Night" (Coulter, Martin) – 2:57
2. 不思議な気持 "Ain't It Strange" (Faulkner, Wood, Les McKeown) – 2:10
3. ひとりにしないで "Please Stay" (Burt Bacharach, Bob Hilliard) – 3:54
4. 踊ろよ ジェニー "Jenny Gotta Dance" (Coulter, Martin) – 3:06
5. さよならベイビー "There Goes My Baby" (Faulkner, Wood) – 3:18
6. 太陽の中の恋 "Summerlove Sensation" (Coulter, Martin) – 3:12

## 2004年のイギリス・リイシュー盤
2004年にベル・レコードからリイシューされたこのアルバムのCDには以下のボーナストラックが収録された。
1. 「二人のロックン・ロール "Are You Ready for That Rock and Roll"
  - シングル「恋のロックン・ロール（ベイ・シティ・ローラーズのテーマ）」のB面曲
2. 帰らざる青春 "Bringing Back the Good Times"
  - シングル「太陽の中の恋」のB面曲
3. バイ・バイ・バーバラ "Bye Bye Barbara"
  - シングル「想い出に口づけ」のB面曲
4. バイクで突っ走れ "Hey C.B."
  - シングル「サタデー・ナイト」のB面曲

しかし、奇妙なことに、オリジナル・バージョンの初代のリード・ボーカリストだったノビー・クラークが歌った「サタデー・ナイト」と「想い出に口づけ」のオリジナル・バージョンは収録されなかった。また、他にも収録されておかしくなかったものとしては、アメリカ合衆国ではシングルとして発売され、アルバムにも収められた「太陽の中の恋」のストリングスが入ったバージョンや、コウルター/マーティン作品として最後にシングル盤となった「明日に恋しよう (All of Me Loves All of You) / ローラーズのバンプ (The Bump)」があったが、後者は『噂のベイ・シティ・ローラーズ』のリイシューCDに収録された。

## パーソネル

### ミュージシャン
- レスリー・マッコーエン – ボーカル、ギター
- エリック・フォークナー – ギター、バイオリン、マンドリン、ベース
- スチュアート・ウッディ・ウッド – ギター、ベース、ピアノ、マンドリン
- アラン・ロングミュアー – ベース、アコーディオン、ピアノ
- デレク・ロングミュアー – ドラムス、コンガ、タンバリン

### プロダクション
- フィル・コウルター（英語版） - 編曲、制作
- ビル・マーティン（英語版） - 制作[3]

## チャート
| チャート（1974年）                                         | 最高位 |
| ---------------------------------------------------------- | ------ |
| オーストラリア（ケント・ミュージック・レポート、アルバム） | 8      |
| カナダ（RPM、アルバム）                                    | 29     |
| フィンランド（スオメン・ヴィラリネン・リスタ、アルバム）   | 18     |
| 日本（オリコンチャート、アルバム）                         | 37     |
| ニュージーランド（RIANZ、アルバム）                        | 27     |
| イギリス（全英アルバムチャート/OCC）                       | 1      |
| ジンバブエ（ZIMA）                                         | 15     |